# Египет на летних Олимпийских играх 1912
Египет на летних Олимпийских играх 1912 был представлен Египетским олимпийским комитетом. На олимпиаду в Стокгольме приехал один единственный египетский спортсмен — А.М.Хассанайн. Это было первым в истории участием египетских спортсменов в официальных олимпиадах. До этого они принимали участие только в непризнанной МОКом олимпиаде 1906 года в Афинах. На Олимпиаде в Стокгольме Египет не получил ни одной награды.

## Состав команды

### Фехтование
- Хассанайн А.М. (англ. Hassanein) — выступал на соревнованиях по индивидуальной рапире.

### Официальные лица
- Анжело Болланачи (англ. Angelo C. Bolanachi) — член МОК